# United Nations Guard Contingent in Iraq
 Der er for få eller ingen kildehenvisninger i denne artikel, hvilket er et problem. Du kan hjælpe ved at angive troværdige kilder til de påstande, som fremføres i artiklen.

United Nations Guard Contingent in Iraq (UNGCI) er et FN-vagtkorps, som blev oprettet efter den første Golf-krig i 1991.
Selve missionen blev oprettet maj 1991 og er baseret på FN-resolution 706/1991 og 712/1991.
Missionens formål var at sikre den humanitære hjælp kom igennem, ved at beskytte FN og civile hjælpeorganisationer.
Opgaverne var mangfoldige. Eskorte af nødhjælpskonvojer, vagt tjeneste ved nødhjælpslagre og FN-bygninger. Der udover blev der kørt patruljer for at vise flaget og samtidig holde øje med hvad der skete i de forskellige områder.
Missionen blev afsluttet i marts 2003.

## Operationsområder
De første vagter ankom i 27. juni 1991 og blev placeret i følgende sektorer:
- Bagdad
- Dohuk –  sub-sektorer: Armadiyah og Zakho.
- Erbil
- Sulaimaniyah – sub-sektorer: Said Sadic (her udgik patruljer til Halabja og Penjwin fra.), Raniyah og Kalar.
- Basra – sub-sektor: Umm Qasr

## Vagterne
Vagterne bestod både af politi og militærfolk, som var udlånt af de respektive myndigheder til Udenrigsministeriet som igen havde udlånt personellet til FN's hovedkvarter i New York.
I løbet af sen-sommeren 1991 kom det totale antal op på ca. 500 vagter med ca. 50 mand hver fra følgende nationer og steder:
- UN-HQ New York – FN Stampersonel
- UN Geneva – FN Stampersonel
- UN Vienna – FN Stampersonel
- UN Kenya – FN Stampersonel

- Danmark – Politi & Militær
- Fiji – Politi
- Filippinerne – Militær
- Ghana – Militær
- Grækenland – Militær
- Nepal – Militær (Gurkhaer)
- Polen – Militærpoliti (Første hold (1991-1992) kom direkte fra FN Mission i Syrien [2].
- Thailand – Militær
- Tjekkoslovakiet – Militær
- Østrig – Militær

De første danske vagter ankom sidst i juni 1991. De blev i første omgang fordelt på sektorene Dohuk, Erbil og Sulaimaniyah, senere også Basra.

## Historien

### De første
På første syd (militær jargon for første fly syd på) var Politibetjent Dan Rasmussen talsmand. Han blev senere først danske officer i UNGCI.
Første syd afgik fra Kastrup Lufthavn – København til Geneve, Schweiz, i et chartret Fokker 50 fra Mærsk Air.
2 dage der gik med briefing om situationen i Irak og om hvordan man skulle forholde sig i de forskellige situationer. Man fik også gennemgang af våbenbrug med pistoler og revolver.
Fra Geneve gik turen videre sammen med vagter fra Ghana i en BAC 1-11 fra TAROM. Der blev mellemlandet i Larnaca, Cypern før turen gik videre til Habbaniyah air base, en Irakisk flybase som var blevet hårdt ramt af amerikanske angreb.
Første danske vagt til at betræde irakisk jord, var overkonstabel Jens Voigt fra Bornholms Værn.
Efter lang ventetid i Habbaniyah blev vagterne kørt til Bagdad, nærmere bestemt Hotel Palestine.
Allerede dagen efter blev både Ghanesere og Danskere kørt til Dohuk. I Dohuk blev den første tredjedel sat af. Dagen efter kom man til Erbil og sidst Sulaymaniyah.

### Dansk missionschef
Poul Dahl, tidligere chef for Jægerkorpset, blev i 1993 chef for hele UNGCI. Han foretog store ændringer mest til fordel for vagterne. Han skrev siden en bog "Mission Irak" om sine oplevelse under missionen.

## Eftertiden
Missionen bliver af deltagerne i dag kaldt for Den glemte mission. Det skyldes at de aldrig modtog anerkendelse for deres indsats af den danske stat.
Den 24. oktober 2022, på FN-dagen på Kastellet i København, modtog 114 ud af 300 tidligere FN-vagter FN-medaljen UNSSM (United Nations Special Service Medal (en)) for deres indsats 31 år tidligere. Medaljen blev overrakt af udenrigsminister Jeppe Kofod.
Et halvt år før, den 29. maj 2022, på FN Peacekeeper-dagen på Kastellet i København, havde OKS-1-R Jens Voigt modtaget The Board of Nordic Veterans Federations Medal of Honour i bronze fra Danmarks Veteraner, overrakt af H.K.H. Kronprins Frederik, for sin 31-årige indsats for at de tidligere vagter kunne modtage deres anerkendelse for deres indsats.

### Fodnoter
1. ↑  https://www.forsvaret.dk/da/opgaver/afsluttede-operationer/irak/irak---ungci/
2. ↑  UNDOF
3. ↑  Facebook, UNGCI – Iraq
4. ↑  Poul Dahl, "Mission Irak", ISBN 978-87-7055-324-7, (People's Press, 2007, 2nd udgave, 1st oplag)
5. ↑  Facebook, UNGCI The Forgotten Mission
6. ↑  https://danmarksveteraner.dk/news/veteraner-anerkendt-efter-30-aar/
7. ↑  https://tidende.dk/navne/irak-veteraner-faar-deres-medaljer/126368
8. ↑  https://brk.dk/Nyheder/Sider/Bornholmsk-veteran-tildelt-medalje-for-indsats-under-golfkrigen.aspx
9. ↑  "Arkiveret kopi". Arkiveret fra originalen 30. maj 2022. Hentet 11. marts 2025.
10. ↑  https://cpmarymb.ipbhost.com/topic/14432-cpf-attends-the-danish-veterans-associations-parade/